# Nunc dimittis

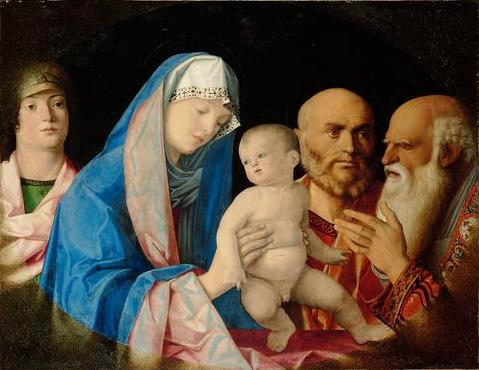
Giovanni Bellini, La presentazione di Gesù al tempio, 1490.

Il Nunc dimittis è un cantico contenuto nel secondo capitolo del Vangelo secondo Luca con il quale Simeone chiede congedo a Dio perché ha potuto vedere il Cristo. Per questo è conosciuto anche come Cantico di Simeone.
Il suo nome deriva dalle prime parole della traduzione latina Nunc dimittis servum tuum, Domine.
In esso Simeone, un ebreo anziano al quale era stato profetizzato che non sarebbe morto finché non avesse visto il Messia, si profonde in una preghiera di ringraziamento suscitata in lui dal prendere in braccio il bambino Gesù presentato al tempio da Maria e Giuseppe.

## Testo
Il cantico (Lc 2,29-32), è scritto nell'originale in greco come tutto il Vangelo di Luca.
Νῦν ἀπολύεις τὸν δοῦλόν σου, δέσποτα, κατὰ τὸ ῥῆμά σου ἐν εἰρήνῃ,
ὅτι εἶδον οἱ ὀφθαλμοί μου τὸ σωτήριόν σου,
ὃ ἡτοίμασας κατὰ πρόσωπον πάντων τῶν λαῶν,
φῶς εἰς ἀποκάλυψιν ἐθνῶν καὶ δόξαν λαοῦ σου Ἰσραήλ.

## Traduzioni

### Latino
Il testo completo del cantico, secondo la traduzione della Vulgata nella versione liturgica è:
Nunc dimittis servum tuum, Domine,*
secundum verbum tuum in pace:
Quia viderunt oculi mei salutare tuum*
Quod parasti ante faciem omnium populorum:
Lumen ad revelationem gentium,*
et gloriam plebis tuae Israel.

### Italiano
Ora lascia, o Signore, che il tuo servo*
vada in pace secondo la tua parola,
perché i miei occhi hanno visto la tua salvezza,*
preparata da te davanti a tutti i popoli,
luce per illuminare le genti*
e gloria del tuo popolo, Israele.
Nel Nunc Dimittis Simeone annuncia che il Messia è giunto, e che esso non è solo per la salvezza del popolo ebreo, ma ha una funzione universale.

## Uso liturgico
Il cantico di Simeone viene recitato o cantato nella Liturgia delle ore della Chiesa cattolica tutti i giorni nella preghiera di compieta secondo il rito romano. Generalmente viene preceduto dall'antifona salva nos:
Salva nos, Domine, vigilantes, custodi nos dormientes:

ut vigilemus cum Christo, et requiescamus in pace.
Tradotto in italiano come:
Salvaci, Signore, quando vigiliamo, custodiscici quando dormiamo:
affinché vigiliamo con Cristo, e riposiamo in pace.
oppure
Nella veglia salvaci Signore, nel sonno non ci abbandonare:
il cuore vegli con Cristo, il corpo riposi nella pace.
Il Nunc dimittis è contenuto anche nel Libro della preghiera comune della Comunione Anglicana e viene cantato nel servizio serale degli Evensong associato al Magnificat. Nelle chiese luterane viene spesso cantato come inno di ringraziamento dopo la Comunione.
A partire dal canto gregoriano, numerosi compositori ne hanno musicato il testo come Giovanni Pierluigi da Palestrina, Felix Mendelssohn, Gustav Holst, Arvo Pärt. Una delle versioni più note in Inghilterra è quella in gregoriano su un tema di Thomas Tallis.
La versione di Felix Mendelssohn Bartholdy è il mottetto op. 69 n.1 »Herr, nun lässest du deinen Diener in Frieden fahren« (MWV B 60).